# Обгороджування
Обгорόджування (англ. enclosures) — специфічна форма ліквідації общинних земель та порядків в Англії, одна із форм масової експропріації селянства великими землевласниками. 

## Передісторія
Перші обгороджування в Англії розпочалися ще у XIII ст., коли з розвитком товарно-грошових відносин в країні і зростанням вівчарства феодали-лорди, в зв'язку з підвищенням попиту на англійську вовну, стали обгороджувати і приєднувати до свого домену общинні угіддя, що перебували до цього в загальному користуванні лорда і селянської общини. Мертонський статут 1235 року і Другий Вестмінстерський статут 1285 року узаконювали ці захоплення общинних угідь. Ранні обгороджування ще істотно не торкалися общинного ладу всього села. Це був процес, що проходив в надрах феодального суспільства і не знаменував розпад феодалізму.  
Збільшення орних земель, пасовищ для великої рогатої худоби, осушення боліт, драговин, освоєння засолених ґрунтів не дало великого результату. Використовувався навіть перехід від двопілля і трипілля до складних сівозмін з використанням земель, які перебували під паром. Однак ці нові методи приходили в протиріччя з общинними порядками землекористування. Тому в другій половині XV ст. Англія стала на радикальний шлях — обгороджування, що відбувалися на півдні, південному сході та в центральній частині країни.

## Хід подій
На початку XVI ст. Англія вступила в період так званого первинного накопичення капіталу. Успіхи сукнарства, попит на вовну у Нідерландах і в самій Англії сприяли підвищенню цін на неї. Вівчарство ставало вигіднішим за землеробство, внаслідок чого лорди почали перетворювати землі своїх маєтків на пасовища. Вони захоплювали не лише общинні угіддя, але й зганяли своїх селян власників з наділів, зносячи при цьому селянські будинки й цілі села, а захоплені землі зазвичай обгороджували частоколом, канавами і живоплотом. Обгороджені землі дворяни здавали великим фермерам-скотарям за високу ренту, а іноді й самі розводили на цих землях великі стада овець або перетворювали їх на парки для полювання. Жертвами евікції (згону селян) на першому етапі були здебільшого дрібні землевласники центральних графств, 78% яких мали менше 10 акрів землі.
Друга хвиля обгороджувань (1530—1550) була стимульована секуляризацією монастирських земель. Особливо посилилися обгороджування та евікції на південному сході, в центральних та північних районах у 1540 році після продажу секуляризованих земель. Більша частина цих земель перейшла в руки місцевої знаті, придворному і чиновному дворянству, джентрі, великій буржуазії, невеликій частині йоменів. Для селян ця земля була недоступною, яка розпродавалася великими ділянками із середньою платою 563 фунти за ділянку. Нові власники секуляризованих земель розривали старі зв'язки, підвищували ренти, феодальні платежі і здавали землю багатим селянам, городянам, новим дворянам, які починали вести господарство на орендованій землі, сплачуючи власникам орендну плату, яка визначалася договором. На своїх власних або орендованих ділянках вони створювали капіталістичні ферми, обгороджували поля, зганяли евіктованих селян, торгували вовною та іншими продуктами, отримуючи великі доходи.
У другій половині XVI ст. обгорождування тривали менш інтенсивно, так як необхідно було освоїти захоплені землі і почасти заважали закони проти обгороджувань. Цих статутів мало хто дотримувався, тому, коли у 1593 році уряд і парламент скасували акт 1563 року проти обгороджування, то всі перепони були знищені. У першій половині XVII ст., особливо у 30-ті роки, продовжилося обгороджування земель, яку намагався стримати уряд, видавши накази про знесення знову збудованих живоплотів і оштрафувавши обгороджувачів. В підсумку, це відновлювало обгороджувачів та селян, на чиї плечі лягали штрафи, проти монархії.

## Політика англійського уряду в період обгороджувань
Десятки тисяч людей, зігнаних з землі, залишали рідні місця і перетворювались на пауперів — жебраків і волоцюг. Евікційним селянам було важко знайти роботу в містах, де було мало великих підприємств, а в маєтку замість десятка селянських родин працював один пастух. Не знаходячи роботи і притулку, безхатченки ходили дорогами Англії, випрошуючи милостиню і помираючи від голоду та хвороб.
Уряд Тюдорів, остерігаючись скорочення числа платників податків та ослаблення військової потужності країни, а також бачачи в експропрійованих масах джерело соціальних заворушень, проводив законодавство проти обгороджувань. У 1489 році король Генріх VII заборонив обгороджувати і руйнувати селянські садиби, що мали не менше 20 акрів. Статут Генріха VIII 1515 року забороняв перетворювати ріллі на пасовища, а статут 1533 року обмежив кількість овець у одного власника до 2000 голів. У 1597 році статут королеви Єлизавети I підтвердив колишній указ про відновлення зруйнованих селянських садиб і припинення обгороджування земель. 
У 1517, 1548 і 1607 році призначалися ревізійні комісії з розслідування обгороджувань. Особливо великий матеріал дали розслідування 1517-1518 років, організовані канцлером Томасом Волсі і проведені в масштабах всієї Англії. Але заходи Тюдорів не були достатньо ефективними та успішними. Лорди і дворяни графств не корилися актам проти обгороджувань і зривали роботу комісій з розслідування справи. Великі лорди здобували спеціальні дозволи на проведення обгороджувань у їхніх володіннях і не зважали на членів комісій. Контроль за проведенням обгороджувань і дотриманням статутів здійснювали на місцях мирові судді (поміщики), самі зацікавлені у проведенні обгороджувань.
Капіталістичне господарство, ще слабо розвинене, не могло поглинути величезну масу евікційних селян, проти яких видавалися жорстокі закони. Початок «кривавому законодавству» поклав статут 1495 року, згідно з яким пауперів заарештовували на термін до трьох діб, де їх тримали у колодках на хлібі та воді. Непрацездатні селяни повинні були перебувати в тому районі (сотні), де вони мешкали, і не просити милостині за його межами.  
Особливою жорстокістю відрізнялися статути 1536 та 1547 років. Тих, хто міг працювати, били батогом і зобов'язували повертатися додому. Якщо затримували вдруге — знову били та відрізали половину вуха. Якщо паупера затримували втретє, його страчували на шибениці. Одночасно в статуті 1536 року вперше зустрічається спроба затримати зростання бродяжництва та жебрацтва шляхом надання заробітку всім працездатним, але шукати роботу для бідних повинні були міська та парафіяльна влада.
Після смерті Генріха VIII його син Едуард VI видав новий закон проти пауперів, згідно з яким непрацездатних осіб віддавали в рабство тому, хто на нього доніс. Господар мав право примушувати його до будь-якої роботи, продавати, дарувати тощо. Якщо раб тікав, то за першу втечу йому випалювали на лобі або щоці тавро й віддавали в довічне рабство. За другу втечу ставили друге тавро, а за третю страчували як державного злочинця. Також за умовами статуту влада повинна була відбирати у бідних батьків дітей віком від 5 до 13 років і в примусовому порядку віддавати їх на навчання землеробству або ремеслу. У випадку непокори передбачалися тілесні покарання. За роки правління Генріха VIII було страчено 72 тис. волоцюг і жебраків.
В кінці 40-х років XVI ст. держава визнала неминучість бідності. Вже за правління Марії Тюдор дозволили просити милостиню жебракам, які мали особливі свідчення. Проте лише статут Єлизавети 1563 року поклав початок примусовому стягненню пожертв на утримання жебраків.
У цьому статуті стали більш точно визначатися заходи по відношенню до осіб, які не бажали платити податок на бідних. Неплатника викликали на найближчу сесію до мирового судді. За законом 1572 року жебраки старше 14 років, які не мали права збирати милостиню, після першого арешту зазнавали бичування та клеймування, після другого — оголошувались державними злочинцями, а після третього їх страчували на шибениці. В парафіях та містах призначалися постійні збирачі податків на користь жебраків. Мирові судді могли витрачати частину грошей на купівлю землі і будівництво робочих будинків, мешканці яких під страхом тілесного покарання повинні були виконувати примусову роботу.
Закон 1576 року передбачав відкрити в кожному графстві два або три робочих будинки, які називали виправними. В них перебували працездатні жебраки та волоцюги. Кошти на утримання робочих будинків доставлялися податком на користь жебраків. Порядки, що панували в робочих будинках, були каторжними, тому що в якості покарання за всі провини фігурують батоги, а на щоденне утримання в'язня передбачався лише один пенс, тоді як наглядач отримував 12 пенсів на день. 
У 1597 році був прийнятий закон про забезпечення жебраків, що розрізняв три роди жебраків: працездатні, діти, непрацездатні. Працездатним жебракам закон наказував давати роботу. Тих, хто не бажав працювати, піддавали покаранню. Для непрацездатних будувалися богадільні. Витрати на бідних покривалися податком, який збирався наглядачами. За згодою двох мирових суддів церковний староста і наглядач за жебраками мали право віддати на навчання, а фактично на служіння дітей незаможних батьків, у яких не питали згоди.
Одночасно був виданий закон «Про шахраїв, волоцюг та працездатних жебраків». Він скасовував усі попередні закони з цього питання, наказував засновувати виправні будинки і визначав, кого слід віднести до згаданих в назві статуту категорій. Невиправних волоцюг відправляли до робочих будинків, висилали за море до перших англійських колоній в Новому Світі і засуджували до довічної роботи на галерах.
«Криваві закони» не могли зупинити зростання пауперизму і бродяжництва, яке було вигідно власникам мануфактур та новим дворянам. Але вони досягали іншої мети: придушували опір експропрійованих і перетворювали евікційних селян на людей, готових до найманої праці на будь-яких умовах.

## Боротьба селян проти обгороджування
Розпочатий наприкінці XV ст. процес обезземелення селянства різко загострив соціальні протиріччя в Англії. Опір селян насильницькій експропріації, їх боротьба за землю проходили в різних формах. Однією з таких форм були численні селянські позови проти обгороджування, за якими проводилися судові розгляди в Зоряній палаті та Палаті прохань. Також з'являлися різні колективні петиції. Але якщо мировий суддя вирішував справу на користь власників і постановляв залишати поля відкритими, то лендлорд продовжував обгороджування земель. Інший метод — дії селян всередині манора: псування живоплотів, випас худоби на обгороджених лісах і парках, стихійні напади на агентів лорда або королівських чиновників.
Обгороджування і «криваве законодавство» викликали цілий ряд селянських повстань. Першим було повстання 1514 року, яке охопило райони поблизу Лондона і звернуло на себе увагу уряду. У 1525 році повстання охопило графство Сефокл. Найпотужнішим був виступ селянства в містечку Лаут на північному сході Лінкольншира у 1536 році, який охопив значну територію і міг перекинутися на сусідні графства, які були незадоволені абсолютистською політикою Тюдорів. Селянські заворушення були викликані секуляризацією монастирських земель, вироблених згідно з актом про дисолюцію 1536 року (в Лінкольнширі було закрито 37 монастирів з 51). Натовп селян заарештував королівських чиновників, які прибули приймати майно ліквідованого монастиря, і королівську комісію, яка перебувала в сусідньому містечку і займалася розкладкою субсидії по графству. Наступного дня повстанням були охоплені сусідні села. Присутні підняли прапор, який символізував вірність католицькій церкві. Програма-петиція повстанців включала вимоги припинити дисолюції і покарати прибічників Реформації.
Після придушення повстання в Лінкольнширі частина селянських загонів переправилася до Йоркшира. У 1537 році рух охопив західний та північний Йоркшир, Вестморленд і Дарем. На прапорі повстанців були зображені «п'ять ран Христа», розп'яття і чаша, попереду повстанців йшли ченці та священики. Після захоплення Йорка повстання прийняло форму релігійної демонстрації (похід на Лондон, який отримав назву «Благодатне паломництво»). Однак дворянські керівники повстання, підійшовши до Донкастера, вступили в тривалі переговори з представниками королівського уряду. Тут був прийнятий програмний документ, що складався з 24 пунктів, в голосуванні за якими брали участь і капітани селянських загонів. Демагогічні обіцянки короля (зокрема й розпорядження розслідувати скарги про обгородження і надмірну ренту), дворянських лідерів призвели до припинення походу. У січні-лютому 1537 року було швидко придушені нові спалахи повстання йоркширських, камберлендських та вестморлендських селян.
Восени 1547 — навесні 1548 років ареною селянських рухів стали південні та центральні графства: Хартфордшир, Сомерсетшир, Глостершир, Нортгемптоншир та інші. Повстання в південно-західних графствах, яке розпочалося в червні 1549 року, як і Північне повстання 1536-1537 років проходило під релігійними гаслами (за стару католицьку віру проти Реформації). Основну масу учасників руху становили селяни, які застосовували типово селянські методи боротьби: напад на дворянські садиби, захоплення майна і підпали, знищення угідь на обгороджених полях. У серпні 1549 року повстання було придушене урядовими військами.
Найбільший після повстання Вота Тайлера селянський виступ стався влітку 1549 року в графствах Норфолк та Саффолк. Його очолили дрібні сквайри — підприємці Роберт Кет та його брат Вільям. У повстанні взяли участь загони селян із сусідніх графств, а також ремісники та міська біднота Норіджа. В таборі повстанців під Норіджем, який нараховував близько 20 тис. чоловік, була вироблена Маусхолдська петиція із 29 статей. Вона вимагала зниження ренти, позбавлення лордів права користуватися общинними угіддями, знищення маноріальних судів, ліквідації залишків кріпацтва. Селяни наполягали на виконанні всіх королівських статутів проти обгороджувань, але разом з тим просили не забороняти обгороджувань, вироблених для розведення шафрану. Це свідчить про участь у повстанні заможних селян, які самі вдавалися до обгороджування з метою посіву більш вигідних культур. Найбідніші селяни та міський плебс висунули свої додаткові вимоги, спрямовані на поліпшення майнових прав.  
В ніч на 23 липня 1549 року повстанці захопили Норідж і розгромили загін урядових військ. Але потім їх спіткали невдачі: вони не змогли з'єднатися з селянами Девоншира та Корнуолла. На придушення повстання уряд відправив 15-тисячний загін із німецьких та італійських найманців. 27 серпня того ж року повстанці зазнали поразки в долині Дюссендейль, поблизу Норіджа. Число вбитих доходило до 3,5 тис. чоловік. 300 повстанців, серед них і ватажки повстання, були жорстоко страчені та четвертовані.  
Розгром масових рухів у 1549 році відкрив шлях подальшої експропріації селянства. Окремі спалахи селянського опору мали місце в Кенті у 1550 році, в Бакингемширі та на острові Уайт у 1552 році, в Девонширі та Дербіширі у 1569 році, в Оксфордширі у 1596 році та ряді інших місць. У 1569-1576 роках селянські заворушення охопили північ Англії, в яких селяни королівського домену та секуляризованих володінь церкви, страждаючи від зростання феодальних платежів та масових обгороджувань, руйнували живоплоти, громили садиби землевласників, зокрема представників нового дворянства та великих орендаторів, знищували маноріальну документацію.
Внаслідок скасування закону про обгороджування посилилися соціальні конфлікти в селі, які досягли свого піку на початку XVII ст. Повстання 1607 року охопило графства Центральної Англії, які найбільше постраждали від обгороджувань. Воно розпочалося як серія одночасних локальних селянських заколотів проти обгороджування, які прийняли форму організованого масового руху. Повстанці знищували огорожі і засипали канави на обгороджених угіддях та орних землях. Повстання, в якому взяли участь близько 10 тис. чоловік, було придушено місцевим дворянством.
У першій половині XVII ст. розгорнулася боротьба селян проти обгороджувачів общинних земель, яка проводилася осушувачами боліт (феодальною знаттю і навіть самим королем) у Східній Англії. Селяни Західної та Південно-Західної Англії виступали проти розпродажу в приватні руки і обгороджувань королівських заповідних лісів, які супроводжувалися ліквідацією прав місцевих общин на користування лісовими сервітутами (випас худоби, заготівля дров, збір жолудів). У цій боротьбі мали місце різні форми селянських протестів — від подачі петицій до локальних селянських повстань. Селяни зверталися з колективними скаргами до Таємної ради і судових органів. До 1638 року селянські виступи набули особливо широких масштабів, які могли перерости на загальне повстання в усіх болотних селищах.
Відкритий опір мешканців лісових територій, викликаний знищенням общинних прав на користування королівськими лісами в Південно-Західній Англії, також супроводжувався руйнуванням огорож і нападом на обгороджувачів та їх агентів. Найбільшу інтенсивність мали селянські заворушення в районі Дінського лісу (Глостершир), де місцеві громади вели запеклу боротьбу за свої права протягом всієї першої половини XVII ст. 

## Наслідки
Процес обгороджування земель тривав до початку XIX ст., з 1760-х років визначаючись здебільшого актами парламенту. Позбавлені наділів селяни перетворювалися на найманих сільськогосподарських робітників — котеджерів. Більшість колишніх общинників, втративши не тільки землю, а й житло, ставали волоцюгами та жебраками — пауперами, це призводило до депопуляції села. Подальший поштовх обгороджуванням дала Англійська реформація, в ході якої монастирські селяни були вигнані з конфіскованих державою церковних земель. Ексцеси обгороджувань неодноразово засуджувалися урядом та церквою, зокрема на законодавчому рівні; уряд створював комісії по боротьбі з обгороджуваннями. Це призводило до численних селянських заворушень, яка по суті була боротьбою селян за землю.